# Estopa
Estopa – hiszpański zespół rockowy założony w 1999 roku. Zespół tworzą dwaj bracia – David Muñoz (1976), który jest wokalistą oraz młodszy o dwa lata José Manuel Muñoz (1978), gitarzysta oraz co-wokalista. Bracia Muñoz pochodzą z Cornellá de Llobregat, dzielnicy położonej pod Barceloną. Ich rodzice są emigrantami z hiszpańskiej prowincji Extremadura.
Ich pierwszy album – „Estopa” rozszedł się w nakładzie 1 mln kopii i przyniósł im sławę zarówno w Hiszpanii, jak i niektórych krajach Ameryki Łacińskiej, takich jak Meksyk, Chile, Kuba czy Argentyna. Ich muzykę określa się jako rumba canalla lub rumba urbana. Ich największym idolem jest Joaquin Sabina. Jako dzieci słuchali takich zespołów jak Los Chichos, Los Chunguitos czy Bordón 4.
Ich największe przeboje to „La raja de tu falda”, „Partiendo la pana”, „Vino tinto”, „Fuente de energia”, „Ya no me acuerdo”, „Vacaciones” czy „Cuando amanece”.
W 2009 roku dla uczczenia dziesięciolecia istnienia wydali album specjalny zawierający dwie płyty CD, na których znalazły się remiksy najsłynniejszych piosenek grupy, śpiewane razem z takimi gwiazdami jak El Canto del Loco, Joan Manuel Serrat, Joaquín Sabina, Los Chichos, Chambao, Macaco, czy El Bicho. Oprócz CD wydanie to zawiera również dwie płyty DVD – jeden z wideoklipami, a drugi z zapisem koncertu zespołu.

## Dyskografia
- Estopa (1999)
- Destrangis (2001)
- ¿La Calle es Tuya? (2004)
- Voces de Ultrarumba (2005)
- Allenrok (2008)
- Estopa X Universarvim (2009)
- Estopa 2.0 (2011)